# El Refugio de Gamboa
El Refugio de Gamboa är en ort i Mexiko.   Den ligger i kommunen Apaseo el Alto och delstaten Guanajuato, i den centrala delen av landet, 180 km nordväst om huvudstaden Mexico City. El Refugio de Gamboa ligger 2 030 meter över havet och antalet invånare är 252.
Terrängen runt El Refugio de Gamboa är platt åt nordväst, men åt sydost är den kuperad. Runt El Refugio de Gamboa är det ganska tätbefolkat, med 78 invånare per kvadratkilometer. Närmaste större samhälle är El Pueblito, 19,0 km norr om El Refugio de Gamboa. Omgivningarna runt El Refugio de Gamboa är en mosaik av jordbruksmark och naturlig växtlighet.